# Sabana de la Mar
Sabana de la Mar è un comune della Repubblica Dominicana di 17.927 abitanti, situato nella Provincia di Hato Mayor. Comprende, oltre al capoluogo, un distretto municipale: Elupina Cordero de las Cañitas.